# Refondation communiste saint-marinaise
Refondation communiste saint-marinaise (en italien : Rifondazione Comunista Sammarinese ; abrégé en RCS) est un ancien parti politique saint-marinais actif de 1992 à 2012. Il est fondé lorsque le Parti communiste saint-marinais abandonna le communisme et devint le Parti progressiste démocrate saint-marinais. La RCS a pour modèle le Parti de la refondation communiste italien.
La RCS est l'un des membres fondateurs du Parti de la gauche européenne. Elle publie le magazine Rifondinforma. Son dernier dirigeant fut Angelo Della Valle.
La RCS obtint 3,38 % des voix lors des élections législatives de 2001. Aux élections de 2006, elle est membre de la coalition de la Gauche unie (Sinistra Unita), aux côtés du Parti de la gauche, qui remporta 8,67 % des voix. En 2012, les deux partis décident de transformer la coalition en parti politique.